# Sophia Dallas
Sophia Chew Nicklin Dallas (* 25. Juni 1798 in Philadelphia, Pennsylvania, als Sophia Chew Nicklin; † 11. Januar 1869 ebenda) war von 1845 bis 1849 Second Lady der Vereinigten Staaten. Ihr Ehemann war der demokratische Politiker George M. Dallas (1792–1864).

## Leben
Sophia Chew Nicklin entstammte einer alteingesessenen Familie aus Pennsylvania mit vergleichsweise großem sozialen Prestige. Ihre Eltern waren Philip, ein prominenter Philadelphier Unternehmer, und Juliana Nicklin, eine Tochter des Juristen Benjamin Chew (1722–1810), der zeitweise Vorsitzender Richter des Supreme Courts der Kolonie Pennsylvania gewesen war. Sie war das dritte Kind des Ehepaars. Am 23. Mai 1816 heiratete sie in ihrer Heimatstadt den aufstrebenden Juristen George M. Dallas, eine Hochzeit, die für ihren Ehemann eine Erweiterung dessen politischen und sozialen Kapitals bedeutete. Ihr Ehemann startete darauf aufbauend eine politische Karriere, in der er unter anderem Bürgermeister von Philadelphia, US-Senator für Pennsylvania und US-amerikanischer Botschafter im Russischen Kaiserreich sowie im Vereinigten Königreich war. Besonders in den 1840ern war er auch in der Bundespolitik in Washington, D.C. aktiv und war von 1844 bis 1849 unter James K. Polk Vizepräsident der Vereinigten Staaten.
Gemeinsam mit ihrem Ehemann hatte Dallas acht Kinder. Zwei Söhne verstarben noch im Kindesalter, alle sechs Töchter überlebten die Kinderjahre. Als seine Ehefrau begleitete ihn Sophia Dallas mit ins Ausland, blieb aber während seiner Zeit in Washington, D. C. in Philadelphia wohnhaft, weil sie dem Leben in der Hauptstadt wenig abgewinnen konnte. Nur in sehr großen Abständen besuchte sie ihren Ehemann in Washington, D. C. Sie interessierte sich für auch politische Themen und korrespondierte mit ihrem Ehemann unter anderem zu aktuellen politischen Fragestellungen. In Briefen an seine Ehefrau ließ sich Dallas unter anderem über politische Intrigen, aktuelle politische Prozesse und auch Gerüchte aus der Washingtoner High Society aus. Von daher gilt der Briefverkehr des Ehepaars als gute Quelle für Historiker. Der Briefverkehr befindet sich weitgehend als Teil des Nachlasses ihres Ehemanns im Besitz der Historical Society of Pennsylvania. Ihren Ehemann, der 1864 starb, überlebte Dallas um knapp vier Jahre.